# Atonalita
Atonalita je způsob skladatelské práce či skladebný sloh, záměrně potlačující tonální centrum a tonální vztahy. Atonalita je tedy popřením tonálního principu – tonality. Pravidla o tvoření a spojování akordů používaná v tonálním slohu pozbývají platnosti, pojem tóniny ztrácí smysl. S vymizením tonálního centra mizí i logický harmonicko-melodický vývoj kompozice, vyplývající z tonálních vztahů. Hudební fráze již nelze identifikovat podle tradičních harmonicko-melodických postupů a jejich význam přebírá uspořádání tónových výšek a intervalů.
Vznik atonality lze vysvětlit jako důsledek využívání nových souzvuků a chromatiky a stále obecnějšího a volnějšího chápání funkčních harmonických vztahů v hudbě 20. století, které vedlo k postupnému oslabování tonality a zmenšování významu kompozičních pravidel platných pro klasickou tonalitu. Jiným důvodem může být snaha o záměrné popření tonálního principu a hledání nových kompozičních postupů.
Základním stavebním prvkem atonální hudby jsou melodické motivy a celá organizace hudebního díla je založena na jejich vzájemných vztazích. Použité motivy by měly mít výrazné frázování, často měnit směr postupu hlasu a používat melodické skoky. Jejich rytmická struktura by měla být nepravidelná. Akordy a tóny mohou být řazeny volně nebo podle pevných pravidel. K atonalitě lze dospět např. použitím dodekafonických nebo seriálních postupů.